# Alberto Guglielmotti (sous-marin, 1916)
Pour les articles homonymes, voir Alberto Guglielmotti (homonymie).
Le Alberto Guglielmotti est un sous-marin italien, navire de tête de la classe Pacinotti , construit durant la Première Guerre mondiale pour la Marine royale italienne.
Le nom du sous-marin est en hommage à Alberto Guglielmotti (1841-1912), un physicien et un universitaire italien.

## Caractéristiques
La classe Pacinotti déplaçaient 710 tonnes en surface et 869 tonnes en immersion. Les sous-marins mesuraient 65 mètres, avaient une largeur de 6,05 mètres et un tirant d'eau de 4,12 mètres. Ils avaient une profondeur de plongée de 38 mètres. Leur équipage comptait 4 officiers, 35 sous-officiers et marins.
Pour la navigation de surface, les sous-marins étaient propulsés par deux moteurs diesel FIAT de 2 000 chevaux-vapeur (cv) (1 472 kW), chacun entraînant un arbre d'hélice. En immersion, chaque hélice était entraînée par un moteur électrique de 450 chevaux-vapeur (331kW). Ils pouvaient atteindre 14,6 nœuds (27 km/h) en surface et 9 nœuds (16,6 km/h) sous l'eau. En surface, la classe Pacinotti avait une autonomie de 1 600 milles nautiques (2 960 km) à 14,5 noeuds (26,8 km/h); en immersion, elle avait une autonomie de 90 milles nautiques (166 km) à 3 noeuds (5,5 km/h).
Les sous-marins étaient armés de cinq tubes lance-torpilles de 45 centimètres, trois à l'avant et deux à l'arrière, pour lesquels ils transportaient un total de 5 torpilles. Ils étaient également armés de deux canons de pont de 76/30 Model 1914 de chaque côté de la tour de contrôle (kiosque) pour le combat en surface.

## Construction et mise en service
Le Alberto Guglielmotti est construit par le chantier naval Cantiere navale del Muggiano de La Spezia en Italie, et mis sur cale le 7 juin 1914. Il est lancé le 4 juin 1916 et est achevé et mis en service le 19 décembre 1916. Il est commissionné le même jour dans la Regia Marina.

## Histoire du service
Installé dans le chantier naval de Muggiano sous la direction du capitaine de frégate Guido Castiglioni, le sous-marin, après les tests d'acceptation, est initialement engagé dans une formation sous le contrôle du Commandement militaire maritime de La Spezia.
Le 10 mars 1917, dans l'après-midi, le Guglielmotti - sous les ordres du commandant Castiglioni - quitte La Spezia à destination de Brindisi, la base à laquelle il est affecté,,. C'est son premier voyage en mer, à l'exception de ceux liés aux tests et à la formation. Une fois arrivé à destination, le Guglielmotti aurait dû être encadré dans le IIe Flottile de sous-marins et être employé en mer Adriatique,.
A 22h15 du même jour (d'autres sources indiquent plutôt 21h50), entre Capraia et cap Corse, le Guglielmotti aperçoit sur tribord une silhouette que l'on croit être celle de la canonnière Cirenaica, censée escorter le sous-marin pendant le voyage,,. En réalité, c'est la canonnière/détecteur de mines britannique HMS Cyclamen (1916). Le Guglielmotti, qui a manœuvré pour suivre le même cap que le navire repéré, aperçoit peu après une autre unité (c'est le transport de troupes Arcadia, à l'escorte duquel le Cyclamen a été affecté), qui se dirige dans la direction opposée à la sienne et, se rendant compte de l'erreur d'identification, tourne à gauche pour s'enfuir. Mais le Cyclamen, qui a à son tour aperçu le Guglielmotti et l'a pris pour un U-boot, ouvre le feu avec ses propres canons, touchant le sous-marin dans la tourelle et tuant le lieutenant de vaisseau (tenente di vascello) Leopoldo Alboni,,. Poussé à bâbord par le navire britannique, le Guglielmotti commence à s'incliner et, en quelques minutes, coule au nord-ouest de Capraia, emportant avec lui la moitié des hommes à bord. C'est le Cyclamen lui-même qui a récupéré les survivants, un peu plus de la moitié de l'équipage (parmi eux, le commandant Castiglioni), puis qui a communiqué "J'ai attaqué et coulé un grand sous-marin. Je suis désolé de vous informer que les survivants semblent être italiens. On estime que le navire se trouvait près du cap Corse".
Ont disparu avec le sous-marin deux officiers, quatre sous-officiers, sept chefs et marins et un ouvrier du chantier. Cependant, d'autres sources indiquent 16 victimes, parmi lesquelles le commandant en second, le lieutenant de vaisseau Virgilio De Biase,.
L'épave a été retrouvée en août 2018 près de l'île de Capraia, à une profondeur de 400 mètres.